# Девід Нахід
Девід Нахід (англ. David Nakhid, 15 травня 1964, Порт-оф-Спейн) — колишній тринідадський футболіст, півзахисник. По завершенні ігрової кар'єри — футбольний тренер.

### Клубна
Після гри в футбол в Американському університеті, Нахід перебрався до Європи, ставши першим представником своєї країни, що грав професійно у вищому дивізіоні європейського чемпіонату. Тут він грав у Бельгії, Швейцарії та Греції.
У 1995 році Девід став гравцем ліванського «Аль-Ансар», в якому він був названий Гравцем Року (1995) і виграв два чемпіонати і два кубки та суперкубки країни.
1998 року Девід повернувся в Сполучені Штати, де грав за «Нью-Інгленд Революшн» у МЛС.
У 1999—2000 роках виступав за еміратський «Емірейтс», після чого повернувся до Лівану, де знову грав за «Аль-Ансар», а з 2003 року був граючим тренером клубу «Аль-Мабарра».
Завершив ігрову кар'єру 2005 року на батьківщині у клубі «Каледонія».

### Збірна
Девід грав у складі національної збірної Тринідаду і Тобаго. В період між 1992 і 2005 роком забив 8 голів у 35 іграх, а також був учасником розіграшу Золотого кубка КОНКАКАФ 1996, 1998 і 2000 року у США. Причому на останньому з турнірів Нахід забив переможний гол у ворота збірної Гватемали (4:2), який допоміг тринідадцям вийти з групи, а у підсумку стати півфіналістами турніру, що стало найкращим результатом збірної на цьому турнірі.

## Подальше життя
У 2004 році Девід був помічником тренера і головним скаутом збірної Тринідаду і Тобаго, яка вперше пробилась на чемпіонат світу 2006 року.
У 2006 році Девід відкрив власну Міжнародну футбольну академію у Лівані.
У 2011 році Девід працював головним тренером ліванської команди «Расінг» (Бейрут) з Першого дивізіону.
16 жовтня 2015 року Нахід оголосив, що він мав п'ять номінацій з футбольних асоціацій, щоб стати кандидатом в президенти ФІФА на позачергових виборах президента у лютому наступного року. Дванадцять днів потому стало відомо, що Федерація футболу Віргінських островів підтримала двох кандидатів. Обидва голоси були визнані недійсними ФІФА. Інший неназваний кандидат мав більше, ніж мінімальні необхідні п'ять номінацій, тому продовжив свою передвиборчу кампанію, а Нахід, у якого лишилось лише чотири голоси, був знятий з виборів. Після цього Нахід оголосив про своє рішення подати апеляцію, проте у виборах участі він так і не взяв.

## Досягнення
- Володар кубка Швейцарії: 1993/94
- Чемпіон Чемпіон Лівану: 1995/96, 1996/97
- Володар кубка Лівану: 1996/97, 2001/02
- Володар суперкубка Лівану: 1995/96, 1996/97
- Переможець Карибського кубка: 1997